# Charles Edwin Bessey
Pour les articles homonymes, voir Bessey (homonymie).
Charles Edwin Bessey est un botaniste américain, né le 21 mai 1845 à Milton (Ohio) et mort le 25 février 1915 à Lincoln (Nebraska).
Il est le père de la théorie euanthe qui considère que les plantes à fleurs (Angiospermes) sont monophylétiques. Cette théorie a prévalu sur sa concurrente (la théorie pseudanthe de l'allemand Adolf Engler) à la suite de la capitulation de l'Allemagne lors de la Première Guerre mondiale. Les découvertes ultérieures ont ensuite réfuté la théorie de Bessey.

## Biographie
Il est le fils d’Adnah Bessey et de Margaret née Ellenberger. Il obtient son Bachelor of Sciences à l’école d’agriculture du Michigan en 1869 et son Master of Sciences en 1872. Il étudie auprès d’Asa Gray (1810-1888) en 1872-1873 et 1875-1876. Il se marie avec Lucy Athearn le 25 décembre 1873 et obtient son doctorat à l’université d’État de l’Iowa en 1879.
Bessey enseigne la botanique à l’Indiana Agriculture College de 1870 à 1884 qu’il dirige en 1882. À partir de 1884, il enseigne la botanique à l’Université Lincoln du Nebraska et devient son président de 1888 à 1891 et en 1899-1900 ainsi qu’en 1907. Il est nommé doyen en 1909. Il est honoré d’un doctorat honoris causa en 1898 par l’Indiana College.
Il s’occupe de la partie botanique de l’American Naturalist de 1880 à 1897 et de Science à partir de 1897. Bessey est membre de nombreuses sociétés savantes dont l’American Association for the Advancement of Science (qu’il dirige en 1910-1911), la Botanical Society of America (qu’il dirige en 1895-1896), etc.
Bessey a introduit l’étude de la morphologie des végétaux et l’usage du laboratoire dans les cycles du premier cycle. C’est d’abord dans l’École d’agriculture de l’Iowa (1870-1884) puis à l’université du Nebraska (à partir de 1884) qu’il développe les techniques d’étude expérimentale des végétaux et qu’il diffuse celles-ci dans les universités américaines.
Il publie ainsi divers manuels pour l’enseignement de la botanique tels que Botany for High Schools and Colleges (1880), The Essentials of Botany (1884), et Essentials of College Botany (1914).
Il est aussi l’auteur d’importants travaux sur la taxinomie des angiospermes qui forment la base de la classification actuelle.
Pour décrire la phylogénie de ce groupe botanique, il a popularisé des diagrammes évolutifs sous la forme d'« arbres à bulles », désignés sous le nom de « cactus de Bessey » avec pour synonyme de « commagramme ».

## Liste partielle des publications
- Avec William Ramsay McNab (1844-1889) Botany; outlines of morphology, physiology and classification of plants (H. Holt and company, New York, 1881).
- Botany for high schools and colleges (H. Holt and Co., New York, 1880, septième réédition en 1905).
- Avec Lawrence Bruner (1856-1937) et Goodwin DeLoss Sweezey (1851-1931), New elementary agriculture for rural and graded schools; an elementary text book dealing with the plants, insects, birds, weather, and animals of the farm (The University Publishing Co., Lincoln, 1903, neuvième réédition en 1911).
- Elementary botany, including a manual of the common genera of Nebraska plants (The University Publishing Co., Lincoln, 1904).
- Plant migration studies (1905).
- Revisions of some plant phyla (The University Publishing Co., Lincoln, , 1907, réédité en 1914).

## Source
- Allen G. Debus (dir.) (1968). World Who’s Who in Science. A Biographical Dictionary of Notable Scientists from Antiquity to the Present. Marquis-Who’s Who (Chicago) : xvi + 1855 p.

## Orientation bibliographique
- Richard A. Overfield (1993). Science with Practice: Charles E. Bessey and the Maturing of American Botany, Iowa University Press (Ames) : xiii + 262 p.  (ISBN 0-8138-1822-2)